# オルト川
オルト川（オルトがわ、英語・ルーマニア語・ハンガリー語：Olt、ドイツ語：Alt、ラテン語：AlutaまたはAlutus）は、ルーマニアを流れる川である。カルパティア山脈の東部に源を発し、ハルギタ県・コヴァスナ県・ブラショヴ県・シビウ県・ヴルチャ県・オルト県を流れテレオルマン県のトゥルヌ・マグレレ近郊でドナウ川に合流する。オルト県の名前はこの川が由来となっている。
14世紀に建国されたワラキアのオルテニアとムンテニアの2つの地方はこの川を境界としていた。
沿岸にはミエルクレア＝チュク、スフントゥ・ゲオルゲ、ルムニク・ヴルチャ、スラティナなどの都市がある。
ドナウ川との合流点付近に草地、河畔林、砂洲、三日月湖などが多く、ニシハイイロペリカン、コビトウなどの絶滅危惧種の鳥類が生息している。2012年にラムサール条約登録地となった。

## 脚注

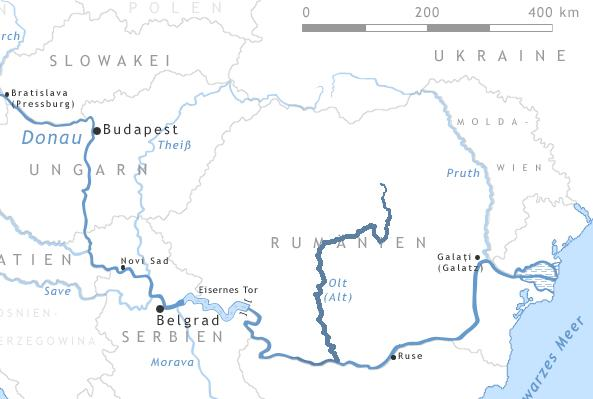
流路。図中央がオルト川。